# Hartmut Wenzel
Hartmut Wenzel (Berlín, 23 de febrero de 1947-Essen, 24 de agosto de 2020) fue un deportista alemán que compitió para la RDA y RFA en remo como timonel.
Participó en los Juegos Olímpicos de Montreal 1976, obteniendo una medalla de bronce en la prueba de cuatro con timonel. Ganó cuatro medallas en el Campeonato Mundial de Remo entre los años 1966 y 1978, y una medalla en el Campeonato Europeo de Remo de 1969.

## Palmarés internacional
| Representando a la RDA |                           |                   |                    |
| Campeonato Mundial     |                           |                   |                    |
| Año                    | Lugar                     | Medalla           | Prueba             |
| 1966                   | Bled (Yugoslavia)         | Medalla de bronce | Ocho con timonel   |
| Campeonato Europeo     |                           |                   |                    |
| Año                    | Lugar                     | Medalla           | Prueba             |
| 1969                   | Klagenfurt (Austria)      | Medalla de plata  | Cuatro con timonel |
| Representando a la RFA |                           |                   |                    |
| Juegos Olímpicos       |                           |                   |                    |
| Año                    | Lugar                     | Medalla           | Prueba             |
| 1976                   | Montreal (Canadá)         | Medalla de bronce | Cuatro con timonel |
| Campeonato Mundial     |                           |                   |                    |
| Año                    | Lugar                     | Medalla           | Prueba             |
| 1975                   | Nottingham (Reino Unido)  | Medalla de bronce | Cuatro con timonel |
| 1977                   | Ámsterdam (Países Bajos)  | Medalla de bronce | Ocho con timonel   |
| 1978                   | Cambridge (Nueva Zelanda) | Medalla de plata  | Ocho con timonel   |